# Hereford (Teksas)
Hereford je grad u američkoj saveznoj državi Teksas. Prema popisu stanovništva iz 2010. u njemu je živjelo 15.370 stanovnika.